# Syndicat national Force ouvrière des lycées et collèges
 (septembre 2020).
La mise en forme du texte ne suit pas les recommandations de Wikipédia : il faut le « wikifier ».
Les points d'amélioration suivants sont les cas les plus fréquents. Le détail des points à revoir est peut-être précisé sur la page de discussion.
- Les titres sont pré-formatés par le logiciel. Ils ne sont ni en capitales, ni en gras.
- Le texte ne doit pas être écrit en capitales (les noms de famille non plus), ni en gras, ni en italique, ni en « petit »…
- Le gras n'est utilisé que pour surligner le titre de l'article dans l'introduction, une seule fois.
- L'italique est rarement utilisé : mots en langue étrangère, titres d'œuvres, noms de bateaux, etc.
- Les citations ne sont pas en italique mais en corps de texte normal. Elles sont entourées par des guillemets français : « et ».
- Les listes à puces sont à éviter, des paragraphes rédigés étant largement préférés. Les tableaux sont à réserver à la présentation de données structurées (résultats, etc.).
- Les appels de note de bas de page (petits chiffres en exposant, introduits par l'outil «  Source ») sont à placer entre la fin de phrase et le point final[comme ça].
- Les liens internes (vers d'autres articles de Wikipédia) sont à choisir avec parcimonie. Créez des liens vers des articles approfondissant le sujet. Les termes génériques sans rapport avec le sujet sont à éviter, ainsi que les répétitions de liens vers un même terme.
- Les liens externes sont à placer uniquement dans une section « Liens externes », à la fin de l'article. Ces liens sont à choisir avec parcimonie suivant les règles définies. Si un lien sert de source à l'article, son insertion dans le texte est à faire par les notes de bas de page.
- La présentation des références doit suivre les conventions bibliographiques. Il est recommandé d'utiliser les modèles {{Ouvrage}}, {{Chapitre}}, {{Article}}, {{Lien web}} et/ou {{Bibliographie}}. Le mode d'édition visuel peut mettre en forme automatiquement les références.
- Insérer une infobox (cadre d'informations à droite) n'est pas obligatoire pour parachever la mise en page.

Pour une aide détaillée, merci de consulter Aide:Wikification.
Si vous pensez que ces points ont été résolus, vous pouvez retirer ce bandeau et améliorer la mise en forme d'un autre article.
 (juin 2023).
Le Syndicat national Force ouvrière des lycées et collèges (SNFOLC) est un syndicat de personnels de l'éducation du second degré, affilié à la FNEC FP-FO.

## Historique
Lors de la scission de la CGT en décembre 1947, à l'exception du secteur de l'apprentissage public (futur enseignement professionnel), seule une faible minorité des adhérents de la Fédération de l'Éducation nationale optent pour Force ouvrière. Aucun syndicat d'enseignants constitué ne s'affilie à la nouvelle confédération. C'est pourquoi sont créées de nouvelles organisations : le Syndicat du personnel de l’enseignement du second degré Force Ouvrière (en 1948), le Syndicat national de l’enseignement technique Force Ouvrière (en 1948) ou le Syndicat national des instituteurs Force Ouvrière (en 1950)...
Il s'agit d'exprimer un double refus :  refus d'un syndicalisme autonome jugé peu efficace et peu solidaire, refus d'un syndicalisme soumis à un parti politique, lui-même inféodé à une puissance étrangère : « il n’y a d’indépendance et de force que dans la lutte commune de tous les travailleurs pour la défense de leurs intérêts et la conquête de droits nouveaux au sein de la CGT FORCE OUVRIERE libre de toute emprise politique.
Il n’y a de défense laïque réelle que dans une organisation syndicale qui rejette le totalitarisme sous toutes ses formes, qu’il soit réactionnaire ou stalinien.
Il n’y a de défense active de l’École Publique, de l’Éducation Nationale, ce service public qui est le germe de tout progrès social futur, que dans un syndicalisme confédéré qui se détermine et se conduise lui-même ».

### 1948-1963: le Syndicat national de l’enseignement technique Force Ouvrière
À l'origine du Syndicat national de l’enseignement technique Force Ouvrière (SNET-FO) se trouve le Syndicat National de l'enseignement Technique-formation professionnelle CGT créé en 1945 qui compte fin 1946, 9 200 adhérents  et en décembre 1947, 11.157. Son secrétaire général Charles Artus, militant du PCF, fait voter par son Bureau National le 27 décembre 1947, une motion qui dénonce la démission du Bureau confédéral de la CGT le 19 décembre 1947 des cinq partisans de Force Ouvrière : Léon Jouhaux, Robert Bothereau, Albert Bouzanquet, Pierre Neumeyer et Georges Delamarre qui s'opposaient aux grèves insurrectionnelles lancées à la suite du renvoi des ministres communistes du gouvernement Ramadier le 5 mai 1947. Charles Artus refuse de consulter ses adhérents pour savoir s'ils veulent que la FEN reste à la CGT, s'affilie à Force Ouvrière ou devienne autonome. Or 20 à 30 %  des adhérents du Syndicat National de l'Enseignement Technique-formation professionnelle CGT sont favorables à FO. Fin janvier 1948, ils décident de quitter leur ancienne organisation pour en fonder une nouvelle. Ils tiennent leur congrès constitutif dans un centre d'apprentissage de Pantin et choisissent comme secrétaire général Pierre Galoni. 
Pierre Galoni fait alors aussitôt l'objet d'une violente campagne de dénigrement de la part de la CGT : « nous assistons présentement à un déploiement de forces de la Grosse artillerie Force Ouvrière. Galoni se déplace et, pour attirer la clientèle P.E.G. dans son giron, leur signale  que l’assimilation aux Professeurs de C.C. est une chose souhaitable et meilleure. […] De qui se moque-t-on ? Et l’exhibition de Galoni ne serait-ce qu’un numéro de cirque ? ». « A la façon d’une sèche qui lance son brouillard pour masquer sa retraite, le "fin lettré", Galoni – qui mélange Claudel et le syndicalisme – a dans son dernier canard (N°4, sic) tenté de brouiller les cartes » . On accuse « le camarade Galoni » d'employer des « procédé[s] malhonnête[s] déjà usé[s] », de recourir à la « provocation des plus vulgaires » , aux « basses manœuvres », bref de n'être qu'un « vulgaire bateleur d’estrade » qui ne laissera « finalement que l’image d’un pitre maladroit, vantard et ridicule ». On prédit l'échec de sa démarche : « après la valse des millions (40 millions 500 000) c’est chez nous le détachement de M. GALONI pour CONSTITUER son syndicat scissionniste. Où sont passés ses adhérents ? L’expérience prouve que les maîtres de la trahison ne sont pas suivis », tout en enrageant de voir qu'il parvient à convaincre de plus en plus de collègues : « c’est bien répugnant de constater que nombre de moutons de Panurge suivent aveuglément ceux qui, malgré le devoir qui leur incombe, ont cru bon, au moment où l’action battait son plein, de rompre l’unité syndicale en foulant aux pieds les règles statutaires, la discipline syndicale et le coude à coude fraternel qui unissait la classe ouvrière ».  
Le 5 février 1948, l'hebdomadaire Force Ouvrière annonce de manière un peu optimiste le ralliement de l'ensemble du Syndicat national de l'enseignement technique branche centre . Artus s'empresse de démentir la nouvelle, et dans son numéro suivant, le journal rectifie l'erreur, non sans ironie. « Il a raison. Ce n'est pas en effet le bureau et la C.A. dont on connaît la couleur politique. Ce sont les syndiqués » .  La rédaction en profite pour donner la parole à  Pierre Galoni, qui peut ainsi exposer ses objectifs. Il assure vouloir défendre « les intérêts de tout le personnel des centres » sans « faire aucune démagogie », combattre tout ce qui porte atteinte au principe de laïcité comme « les méthodes de noyautage qui tendent à transformer nos centres en écoles au service d'un parti », enfin « malgré l'absence de moyens matériels et financiers  [poursuivre], avec ténacité, [le] travail d'organisation, aussi bien dans l'académie de Paris que dans toutes les autres région de France. »
Les questions d'ordre catégoriel sont en effet au cœur des préoccupations du nouveau syndicat. Le SNET-FO soutient la loi n°49-230 du 21 février 1949 portant statut des centres d'apprentissage car son article 4 annonçant des décrets fixant les règles relatives au recrutement, à la rémunération, au classement, à l'avancement et à la discipline des personnels y exerçant ouvrait la voie à de véritables statuts pour les différentes catégories d'agents y exerçant. La bataille est rude. Au parlement, le Parti Communiste vote contre le texte et dans la rue, la CGT mène campagne contre lui. Aussi, lorsqu'en 1950 la CGT propose au SNET-FO, l'unité d'action sur la question du statut des Professeurs d'Enseignement Général des Centres  publics d'apprentissage, Pierre Galoni, au nom du Bureau national, décline poliment l'invitation : « nous consacrerons tout notre temps à l’élaboration ou à l’application des différents statuts et à l’aboutissement des revendications qui nous sont à peu près communes. Mais il ne paraît pas nécessaire que notre action syndicale soit commune pour qu’elle soit efficace. Chacun de notre côté nous employons les moyens d’action qui nous sont propres. L’essentiel est que nous aboutissions ». Un an plus tard, il accepte cependant d'appeler, avec la CFTC et la CGT, les personnels à faire grève le 11 juin 1951 pour hâter la promulgation du statut des PEG. La revendication est entendue par le ministère et quelques jours plus tard est publié le décret n°51-756 du 14 juin 1951 portant règlement d’administration publique relatif au statut particulier des directeurs, professeurs d’enseignement général et surveillants généraux des centres publics d’apprentissage.
La lutte pour les statuts des PTA de l’enseignement technique est beaucoup plus compliquée car, à la différence des PEG, ils étaient encore contractuels. Par ailleurs, certains à la CGT s'y opposent, craignant que cette fonctionnarisation des professeurs techniques et leur nouveau mode de recrutement par concours et sur titres ne soient de nature à rompre les liens avec le monde ouvrier . Le SNET-FO explique aux  agents concernés l'intérêt pour eux de devenir fonctionnaires et cette opinion l'emporte. Les responsables nationaux de SNET-FO de la CGT, de la CFTC et du SNAA (futur SNETAA) réunis le 28 février 1953 en commission de techniciens appellent tout le personnel des centres d’apprentissage à discuter en commun afin d’envisager tous les moyens d’action propres à faire aboutir la titularisation de tout le personnel avant le 1er janvier 1954. Ils obtiennent le décret n°53-458 du 16 mai 1953 portant règlement d’administration publique relatif au statut particulier des directeurs, professeurs d’enseignement général, professeurs d’enseignement technique théorique, professeurs techniques et surveillants généraux des Centres d’apprentissage publics
Bien des années après, à la tribune du 25e congrès du Syndicat national Force ouvrière des lycées et collèges, Pierre Galoni portait témoignage de l'issue heureuse de ce combat : « l’une des gloires de Force Ouvrière c’est précisément d’avoir obtenu la fonctionnarisation de tous dans tous les secteurs de l’enseignement y compris celui de l’enseignement technique ».
Le syndicat accueille favorablement l'ordonnance n°59-45 du 6 janvier 1959 rendant la scolarité obligatoire jusqu'à 16 ans au lieu de 14 précédemment. Pierre Galoni observe cependant que la mesure ne marquera pas de progrès social dans l'enseignement professionnel où l'article 38 de la loi Astier du 25 juillet 1919 faisait obligation aux jeunes gens de recevoir des cours jusqu'à 17 ans, « certaines associations patronales en avaient même inscrit l’obligation jusqu’à 18 ans dans leurs conventions collectives » .

Le deuxième point sur lequel  se montre particulièrement sourcilleux le SNET-FO est la défense de la laïcité. Sa doctrine est que « la religion est [...], une affaire privée. [...] l’État ne doit intervenir ni pour la protéger, ni pour la combattre, ni pour l’imposer » . Fort de ce principe, il participe activement à la grève du 9 novembre 1951 afin de protester contre la loi Marie n° 51-1115 du 21 septembre 1951 qui permet aux élèves du privé de bénéficier de bourses d’État et à la loi Barangé n°51-1140 du 28 septembre 1951 qui attribue une allocation pour chaque élève du privé comme pour ceux du public. Le syndicat a un responsable national de l’action laïque. Lors de ses 6e et 8e congrès en 1953 et 1956, sont votées des motions demandant l’introduction des lois françaises d’enseignement dans l’académie de Strasbourg. Le décret n°55-645 du 20 mai 1955 lui donne satisfaction. Mais les autorités concordataires exigent que les ordonnances allemandes du 10 juillet 1873 et du 16 novembre 1887 soient respectées, une décision du Tribunal administratif de Paris du 19 juin 1957 et un arrêt du Conseil d’État du 23 mai 1958 leur donnent raison maintenant des enseignements obligatoires de religion. Le SNET-FO s'en indigne : « la laïcité [est] violée en Alsace-Lorraine. » Le syndicat combat résolument la loi Debré n°59-1557 du 31 décembre 1959 sur les rapports entre l’État et les établissements d’enseignement privé. « Plus d’un million de manifestants dans toute la France. C’est un NON retentissant que le Pays clame à la face de ceux qui, bien que minoritaires dans la Nation, veulent imposer à la république constitutionnellement laïque un régime scolaire qui enfreint les règles de la laïcité ». « L’esprit de tolérance recule au pays de Voltaire et des droits de l’homme. »
. 
Comme l'explique une résolution votée lors du congrès de 1955, pour le SNET-FO, « seule la laïcité peut assurer la forme républicaine de l’Enseignement et de l’unité nationale »  « l’infiltration politique, Cléricale et patronale »  « constitue un danger permanent pour cet enseignement ». En clair la laïcité s'oppose à toute forme d'embrigadement, qu'il soit confessionnel ou idéologique. Pour cette raison, le SNET-FO s'oppose, en 1946-1947, à la multiplication des amicales d'élèves dans les centres d'apprentissage car elles lui apparaissent comme un subterfuge du PCF pour créer de nouvelles cellules et transformer les jeunes en activistes politiques. Avec la même logique il s'en prend à la circulaire n°3825 du 16 mai 1961 relative aux dispositions tendant à favoriser la formation professionnelle des jeunes gens qui ne peuvent trouver place dans des établissements d'enseignement. Pierre Galoni dénonce ce qu'il appelle « les crimes de l'impéritie » : « nous ne pouvons accepter que l'avenir de ces jeunes gens ne se décide qu'au travers d'accord entre l'Enseignement Technique et les seules organisations patronales ».

La troisième grande priorité reste la construction du syndicat. Le SNET-FO a d'abord installé ses bureaux au 3 rue Boudreau dans le 9e arrondissement de Paris , puis à partir de mai 1948, au 78 rue de l'Université dans le 7e  mais il organise des réunions dans toute la France pour faire connaître ses analyses auprès des professeurs. Il édite un journal Apprentissage et syndicalisme avec en première de couverture le label de la confédération et sa devise « contre toute emprise politique ». Il s'agit officiellement d'un mensuel mais en fait il est publié à raison de 6 à 9 numéros par an. Le syndicat fait paraître en février 1956 "Le Guide du professeur d'apprentissage", une brochure de 120 pages vendue par souscription 100 francs  puis 150 francs .
Cet effort de communication semble avoir porté ses fruits. Sur cette période le SNET-FO voit croître régulièrement ses effectifs :
- 1949 : 1.973
- 1950 : 2.455
- 1951 : 2.911
- 1952 : 2.930
- 1953 : 3.106
- 1954 : 3.098
- 1955 : 3.149
- 1956 : 3.192
- 1957 : 3.467[42].

Pour un syndicat présenté par la CGT comme « mort-né », il témoigne ainsi d'une belle vitalité. Se sont constituées des sections de centre d'apprentissage qui sont alors les cellules de base du syndicat. Elles élisent un secrétaire, un secrétaire adjoint, si possible dans des catégories différentes (professeur de l'enseignement théorique, professeur de l'enseignement pratique), et un trésorier. Les syndiqués d'un département forment la section départementale, ceux de la région, la section académique avec un bureau et une commission exécutive. Les cotisants sont par ailleurs invités à être actifs dans les différentes structures de la confédération. Ainsi, le Congrès de 1958 « rappelle [aux] adhérents FO qu’ils doivent, et ceci de façon impérieuse, militer dans les organismes de notre Confédération (section de Centre, Union Locale, Union Départementale, F.E.N.F.O., F.G.F.F.O….)».
La puissance du SNET-FO se mesure enfin  par sa représentativité. Ses résultats s'avèrent très honorables aux élections des commissions paritaires nationales du 30 mai 1952 : 124 voix (27,37 % des suffrages exprimés) dans le collège des surveillants généraux 0 élu ; 970 voix (soit 26,52 %) dans celui des directeurs et un élu ; 3 477 voix dans celui des professeurs d'enseignement général des centres d'apprentissage (22,36 %), 1 élu . Lors du scrutin du 8 décembre 1954, il renforce ses positions avec 261 voix (33,37 %) et un élu chez les surveillants généraux, 923 voix (19,40 %) et un élu chez les directeurs, 3.910 voix (20,88 %) et un élu chez les P.E.G.. La progression se confirme lors des élections du 14 novembre 1956 : 1 054 voix (26,10 %) et un élu chez les directeurs, 617 voix (30,48 %) et un élu chez les chefs de travaux, 4 311 voix (22,35 %) et un élu chez les PEG, 11 230 voix (22,20 %)  et un élu chez les chefs d'atelier et les PTA, 652 voix (33,54 %) et deux élus chez les surveillants généraux.
Lors des élections du 12 novembre 1958 au Conseil de l'Enseignement Technique, le SNET-FO, la CFTC et le SNETAA font liste commune et parviennent à éliminer la CGT. Pour les techniciens, Maurice Mascrier de FO remplace Charles Artus de la CGT. Le SNET-FO s'en félicite : « pendant douze années (1946-1958) nos établissements, leurs élèves et leurs personnels ont subi la domination du syndicalisme politisé de la CGT. Cette politisation a gravement compromis vos intérêts matériels et moraux. Mais l'espoir est désormais permis puisque, par votre vote du 12 novembre 1958, vous avez mis un terme à la domination de la CGT». Afin d'éviter que pareille mésaventure se renouvelle lors des élections professionnelles du 27 novembre 1959, la CGT prend les devants en proposant au SNETAA et à la CFTC de faire liste commune. Comme ces deux organisations acceptent, le SNET-FO  est contraint de se joindre à elles s'il ne veut pas resté isolé
Pour les élections paritaires du 18 janvier 1963, le SNETAA-FEN fait savoir le 21 novembre 1962 qu'il ne souhaite pas reconduire l'alliance à quatre avec la CFTC. En conséquence trois listes s'affrontent, le SNETAA, la CGT et une union entre FO et la CFTC. Les candidats présentés par cette alliance recueillent 1 606 voix (35,93 %) chez les directeurs, 1 160 voix (38,17 %) chez les chefs de travaux, 8 208 voix (31,53 %) chez les PEG, 7 026 voix (37,32 %) chez les PETT, 21 743 voix (29,21 %) chez les chefs d'atelier et les PTA, 1 906 voix (42,58 %) chez les surveillants généraux

### 1963-1996: le Syndicat National des Lycées et Collèges Force Ouvrière
Pour tenir compte de la transformation des centres d’apprentissages en collèges d’enseignement technique et sans doute aussi pour accroître son audience, le Syndicat national de l’enseignement technique Force Ouvrière décide en 1963 de changer de nom pour devenir Syndicat National des Lycées et Collèges Force Ouvrière (SNLC-FO). Son journal Apprentissage et syndicalisme, est rebaptisé Le Syndicaliste des lycées et collèges. Une résolution du congrès de 1964 demande que doivent être publiés au moins six numéros par an . 

Jusqu'au milieu des années 1970, le SNLC-FO semble sur le déclin. Son journal n'est plus imprimé mais seulement ronéotypé. Sa périodicité devient irrégulière et le contenu moins riche. Il semble publier plus de textes officiels que d'analyses. Moins d'informations sont données sur le fonctionnement du syndicat, la réunion de ses instances et ses résultats électoraux. Le SNETAA-FEN se réjouit de cette perte de vitesse. « Le syndicat F.O. des C.E.T., dont le recrutement est insignifiant, qui par ailleurs perd un à un ses adhérents et même ses militants (plusieurs secrétaires régionaux F.O. ont adhéré au S.N.E.T. AA.) est moribond et ne survit provisoirement que grâce à l’oxygène qui lui est insufflé de l’extérieur ». 
Il est vrai qu'aux élections professionnelles, le SNLC-FO connaît un recul manifeste. Dans les corps des chefs de travaux (CT), des professeurs d'enseignement général (PEG), des professeurs d'enseignement technique théorique (PETT), des professeurs techniques adjoints (PTA) et des surveillants généraux (SG), ses listes d'union avec le SGEN rassemblent 32,3 % des suffrages en 1963, 27,64 % en 1966, 23,33 % en 1969. Après cette date, les positions gauchistes de la CFDT conduisent le SNLC-FO à rompre son alliance avec le SGEN. Aussi au scrutin de 1972, il n'obtient plus que 8,08 % des voix. Le SNLC-FO est distancé non seulement par la CGT (36,53 %) mais aussi par le SNETAA-FEN qui devient le syndicat majoritaire dans l'enseignement professionnel (39,44 %) et par la CFDT (13,10 %). 
Il refuse de participer aux élections au Conseil de l'Enseignement Général et Technique du 6 décembre 1971 et à celles du 20 janvier 1975 : « le système des collèges électoraux n'ayant pour la plupart qu'un siège à pourvoir ne permet pas aux organisations minoritaires d'être représentées. [...] Mais le plus grave est que dans les conditions où les élections sont organisées, les divers courants d'opinion ne peuvent même pas s'exprimer. La diffusion efficace du matériel électoral à plus de 300 000 électeurs, dont il est pratiquement impossible d'obtenir les listes, pose des problèmes insurmontables pour ceux qui ne disposent pas d'immenses moyens en hommes et en finances» . Le syndicat perd ainsi beaucoup de sa visibilité.
Il n'abandonne pas cependant ses anciens combats. Il se félicite ainsi de la parution du décret n°75-407 du 23 mai 1975 relatif au statut particulier des professeurs et des professeurs techniques chefs de travaux des collèges d'enseignement technique et l'arrêté signé le même jour fixant l'échelonnement indiciaire. Ce statut lui apparaît comme le résultat d'une action syndicale soutenue et cohérente.  « Ce n'est pas courant, en effet, que des catégories de fonctionnaires fassent des bons en avant de 50 ou 65 points ».
Il est en revanche sévère avec la loi Royer n°73-1193 du 27 décembre 1973 d'orientation du commerce et de l'artisanat  suspectée  d' « écarte[r] prématurément les jeunes du système scolaire ».  «  Dans le domaine de la formation professionnelle et de l'emploi des jeunes, alors que l’État dispose des établissements d'enseignement technique, les fonds publics sont détournés au profit d'aide à l'artisanat pour se procurer parmi les jeunes une main-d’œuvre à bon marché par le biais de la loi Royer ou de l'apprentissage. Il faut, au contraire, que des mesures sociales incitent les jeunes à recevoir leur formation professionnelle en milieu scolaire sans se trouver financièrement défavorisés par rapport aux apprentis, ce qui implique la mise en place d'un système de pré-salaire ».
Pour les mêmes raisons, il est peu convaincu par le projet Fontanet présenté le 29 mars 1974 : « le choix qui est fait est guidé par des soucis financiers ». Aussi ne se désole-t-il pas de le voir abandonné. La réforme Haby qui lui est substituée n'emporte pas pour autant l'approbation du SNLC-FO : « le "collège unique", lancé comme un produit de consommation par une publicité tapageuse, ne représente décidément pas le progrès que notre syndicat réclame pour l’ école et les jeunes. Faute d’avoir créé les conditions nécessaires [...], on n’a fondamentalement remédié  à aucune des carences du système éducatif. Les enseignants doivent faire face à des classes où les élèves désadaptés et en perdition voisinent avec des élèves qui ont l’impression d’être limités dans leurs progrès par la médiocrité ambiante, les plus défavorisés se retrouvant finalement en C.P.P.N. et en C.A.P ».

À partir de 1975 et jusqu'en 1987, le SNLC-F0 semble reprendre des forces, d'abord de manière assez modeste puis sur un rythme de plus en plus accéléré. Il présente pour la première fois une liste de candidats à la CAPN des certifiés lors des élections professionnelles du 12 décembre 1975 qui obtient 1 263 voix (1,83 % des suffrages exprimés). Le 6 mars 1979, sa liste des certifiés recueille 1 739 voix (2,27 %); en 1982, 2 276 voix (2,82 %), 529 chez les agrégés (2,92 %), 234 chez les adjoints d’enseignements (1,9 %), 26 chez les professeurs d’ENNA (12,61 %), 134 chez les CPE (6,76 %), 143 chez les CE, 1 873 chez les professeurs de CET (5,46 %).  
Le 13 décembre 1977, il avait participé pour la première fois aux élections du Conseil de l'Enseignement Général et Technique. Il avait rassemblé 5 117 voix : pour ce qui est de l'enseignement professionnel 143 voix dans le 10e collège (personnels de direction et d'éducation des L.E.P.) soit 7,49 % des suffrages exprimés, 765 voix dans le 11e collège (professeurs d'enseignement général et professeurs d'enseignement technique théorique des L.E.P. et ceux enseignant dans les lycées techniques ou les S.E.S -C.E.S.) soit 5,06 % des suffrages exprimés et 1 038 voix dans le 12e collège (professeurs techniques, chefs de travaux et professeurs des enseignements professionnels des L E.P. ainsi que ceux qui exercent en S.E.S.) soit 7,73 % des suffrages exprimés. Pour les autres collèges du second degré, il avait obtenu un total de 3 171 voix. « Faire savoir que nous sommes prêts à faciliter la reconstruction d'une grande force syndicale libre dans l'enseignement était l'objectif essentiel que nous poursuivions en présentant nos candidats aux élections du C.E.G.T. Il faut désormais y travailler activement ». Lors du scrutin suivant le 27 janvier 1981, il obtient 5 239 voix (+122), avec un certain tassement dans l'enseignement professionnel : 116 voix (-27) dans le 9e collège, 690 (-75) dans le 10e collège, 970 (-68) dans le 11e collège et un développement dans les autres collèges de l'enseignement secondaire 3.463 (+292).
Le SNLC-FO ne fait pas partie de la commission Legrand mais il est reçu par elle le 23 mars 1982 Le ton  « acidulé » de ses interlocuteurs ne le convainc pas. Aussi appelle-t-il à la grève le 18 mai 1983  contre les conclusions de leur rapport sur le collège (1982) qui préconisait de généraliser la polyvalence disciplinaire des professeurs, de porter à 22 heures leur temps de service hebdomadaire : 16 heures d'enseignement, 3 heures de tutorat et 3 heures de concertation sans compter les heures de préparation de cours et de correction de copies et d'en finir avec les programmes nationaux au nom de «  la prise en compte de la diversité locale ». Il s'oppose également au rapport Prost sur le lycée (1983) qui prévoyait une réorganisation des horaires des élèves avec 2/3 d'enseignements obligatoires et 1/3 à la disposition des établissements, un alourdissement de la charge de travail des personnels par la mise en œuvre d’une « pédagogie du contrat » et une annualisation du temps de travail par la casse du principe de l'identité de toutes les semaines. «  Essayant de cacher son parti-pris découlant de l'idéologie C.F.D.T., le rapport mérite certainement une "certification" en jésuitisme »   . De telles prises de position lui gagnent la sympathie d'un nombre grandissant d'enseignants.
En 1982, des responsables du SNALC d'Ile-de-France, et de l'académie de Lille emmenés par Nicole Fossart, Bertrand Salvat, à la « recherche d’une politique indépendante, relevant la tradition ouvrière et laïque, aujourd’hui prostituée à l’obscurantisme Legrand-Prost-Savary », décident de rejoindre Force ouvrière. Ils publient un texte intitulé Du SNALC au SNLC Force Ouvrière dans lequel ils reprochent à leur ancienne organisation « un conservatisme aveugle et sans imagination qui, pour combattre les modèles proposés aujourd’hui, ne trouve rien de mieux que de glorifier ceux que, hier encore, il combattait au nom de ceux d’avant-hier, une défiance ombrageuse à l’égard des militants trop actifs, une tendance de plus en plus évidente à placer ses espoirs dans des forces politiques, ou dans des alliances politiquement marquées » . Ils interviennent le 8 septembre au siège de la Confédération Force Ouvrière, lors d'une conférence de presse présidée par André Bergeron consacrée à la rentrée scolaire . Ils sont rejoints dans les mois qui suivent par d'autres collègues notamment par Albert Bonnin , ancien président de la section régionale du SNALC Caen, ancien membre du Bureau National du SNALC et commissaire paritaire agrégé national. Des militants venant d'autres sensibilités syndicales leur emboîtent bientôt le pas.
Le 13 mai 1984 se réunit une conférence nationale de syndiqués et anciens syndiqués du SNES-FEN pour l'indépendance syndicale et la laïcité, composée de 300 participants, dont 12 élus titulaires et suppléants à la CA nationale du SNES-FEN et 79 élus académiques, sous la direction de Jean-Jacques Marie, Alain Casabona, Jacques Paris et Martine Revol, membres du bureau national du SNES-FEN. « Considérant [...] que les enseignants et les autres personnels du secondaire ont besoin d'un syndicat 
- qui reste un syndicat et préserve son indépendance à l'égard de tout parti, gouvernement ou église ce qui est la condition d'une authentique défense des intérêts matériels et moraux des personnels,
- qui défende fermement la laïcité de l'école publique, et rejette par conséquent la "gestion tripartite , "les projets d'établissement", les groupes de pression partisans dans l'école, afin que l'école publique reste l'école de tous,
- qui milite pour une école "où les enseignants enseignent et où les élèves s'instruisent", qui rejette par là la dénaturation de l'école en lieu de vie », elle décide de quitter le SNES-FEN pour rejoindre le SNLC-FO.

Pour l'essentiel, il s'agit de militants issus de la tendance École émancipée pour un front unique ouvrier du SNES, rebaptisée ensuite Union pour le SNES au service des syndiqués et enfin Indépendance syndicale et laïcité, tendance opposée à la majorité Unité et Action qui dirige le syndicat. C'est alors que se développe vraiment le SNLC-FO dans le second degré.
Le SNES-FEN les dénonce comme ayant « tout au long de l’année de 1983-84 [...] combattu les actions tant locales que nationales organisées par le SNES pour la défense des personnels et du service public » . il les accuse de répandre désormais « un catalogue d’affirmations mensongères et de falsifications des positions du SNES » d'avoir  « trahi la confiance de ceux dont ils avaient sollicité des mandats et [d'avoir] fait preuve d’un mépris total à l’égard des syndiqués ». Il crie au complot des trotskystes et de ceux qui ont fait « alliance avec le CNPF ». Et de conclure « une addition de conservatismes et de nostalgies ne fait pas une perspective crédible ! »
Cet avis est loin d'être partagé par tous les enseignants. Le 3 décembre 1984, lors des premières élections professionnelles qui suivent cette recomposition, le SNLC-FO présente 125 listes académiques et 12 liste nationales. Rassemblant 31.654 voix, soit près de 15 % des suffrages, il obtient, titulaires et suppléants confondus, 16 élus nationaux  et 258 élus académiques. 
Dans les trois années suivantes, le SNLC-FO multiplie par trois le nombre de ses adhérents et de ses sections. Le syndicat qui était jusqu'alors surtout implanté dans les lycées professionnels de développe dans les collèges ainsi que dans lycées généraux et technologiques. En janvier 1985, le SNAUDEN syndicat d'agents techniques ouvrières de service rejoint le SNLC-FO.

De 1987 à 1995, le syndicat connaît un affaiblissement de son assise électorale et un renforcement de son organisation. Lors du scrutin du 3 décembre 1987 : il n'obtient plus que 18 928 voix (chez les titulaires, plus 778 pour les MI-SE) soit 7,42 % des suffrages exprimés, 6 élus nationaux titulaires et suppléants, 148 élus académiques titulaires et suppléants. Il n'en continue pas moins de voir croître ses effectifs :  de plus de 8 500 adhérents en 1989, il passe à environ 13.500 en 1994 . 
Alors que la FEN fait part de ses « réserves », le SNLC-FO soutient la mise en place de l’agrégation interne. En revanche, il est hostile à la loi d'orientation et à la « revalorisation » Jospin  car il estime que ces réformes « modifieraient radicalement les obligations de service des personnels, dénatureraient leur service en y introduisant des tâches étrangères à l’enseignement et engageraient la liquidation de certaines catégories (MA, MI-SE)» . 
Le SNLC-FO voit dans l'article 17 du texte qui crée les IUFM, une menace contre la liberté pédagogique des enseignants avec « la mise sur pied d’une véritable pédagogie officielle des enseignants, la "pédagogie du  projet d’établissement" ; la mainmise des groupes de pression sur l’école et ses enseignements » et une attaque contre leur statut : « formation commune, qualification voisine et de moins en moins pointue, polyvalence dans les services, mobilité dans les deux sens entre l’enseignement primaire et secondaire… Tout cela ouvre la porte à un statut commun des enseignants du primaire, des lycées professionnels et des collèges et lycées ».
Pour le SNLC-FO, l'instauration des projets d'établissement à l'article 17 de la loi met fin à l'égalité républicaine : « aux propositions de projets divers, variables et inégalitaires, aux projets pour pauvres et, pour "nantis", aux projets pour la banlieue et pour les beaux quartiers opposons nos demandes communes ».
Il lance le 24 janvier 1989 un appel à manifester  pour le retrait du projet de loi Jospin . Lors du défilé intersyndical du 4 mars 1989 à Paris des frictions ont lieu avec le service d’ordre du  SNES-FEN. Le 24 avril 1989, au Conseil de l’Enseignement Général Technique, le SNLC-FO vote contre tous les articles du projet de loi d’orientation et contre l’ensemble du projet alors que les syndicats de la FEN se prononcent pour le texte ou s'abstiennent .
En 1995, la secrétaire générale du SNLC-FO qui souhaitait développer son syndicat dans une relation directe avec la confédération Force Ouvrière constatant que cela était contradictoire avec les principes même du syndicalisme confédéré et donc fédéré en tire les conséquences quitte ses fonctions syndicales et reprend son poste de professeur. 
En 1979, le syndicat abandonne son siège historique, au 78 rue de l’université dans le 7e  arrondissement de Paris pour emménager au 4, boulevard de Strasbourg, dans le 10e  arrondissement de la capitale . Il n'y demeure que six ans. À partir du 15 juin 1985, il s'installe en effet au 40 rue de Paradis, dans le même arrondissement dans « des locaux plus grands, mieux équipés. » Les travaux (électricité, plomberie, décoration) sont effectués par une équipe de la section des agents mais une souscription est lancée pour financer l'achat de matériel (notamment une photocopieuse et un ordinateur) .

### depuis 1996: le Syndicat National Force Ouvrière  des Lycées et Collèges
Pour éviter d'être confondu avec le SNCL ou avec le SNALC, un congrès extraordinaire tenu le 27 mars 1996 au nouveau siège de la Confédération décide, à l’unanimité moins deux abstentions, de changer le nom du Syndicat National des Lycées et Collèges (SNLC-FO) en Syndicat National Force Ouvrière des Lycées et Collèges (SNFOLC).
Pour élargir la diffusion de ses communiqués de presse, il crée un premier site internet en 1998, d'abord à l'adresse http//perso-ftp.wanadoo.fr/snfolc.national, puis brièvement à partir de février 1999 : http://perso.wanadoo.fr/snfolc.national , ensuite : http://pro.wanadoo.fr/snfolc.national . L’adresse change pour devenir à compter de 2004 : http://www.fo-snfolc.fr
. 
Le SNLC-FO mène la résistance contre la politique de Claude Allègre. Il condamne notamment le décret n°98-681 du 30 juillet 1998 qui, sous prétexte de financer pour partie 20 000 nouveaux « emplois jeunes » embauchés pour 5 ans, réduit de 16,9 % le taux de rémunération des heures supplémentaires des professeurs Il conteste le principe de la déconcentration (décret n°97-1149 du 15 décembre 1997) et plus particulièrement le mouvement national à gestion déconcentrée qui mène « à son terme le désengagement de l’État à assurer l’égalité et la continuité du service public sur tout le territoire de la République, à assurer l’égalité de traitement des fonctionnaires, en fait d’arriver à l’éclatement complet de tout le cadre juridique des normes nationales républicaines d’enseignement déjà bien mises à mal ». Enfin il combat résolument le rapport Mérieu présenté les 28 et 29 avril 1998 à Lyon qui, à ses yeux, préconiserait la mise en place d’ « un savoir minimum », l’annualisation du service des enseignants, la destruction des lycées professionnels, la remise en cause du baccalauréat comme examen terminal, national et anonyme, la mise sous tutelle des enseignants par la création d'un conseil pédagogique). En conséquence, il organise une manifestation le 7 novembre 1998 avec le SNALC le CNGA et le SCENRAC , il appelle à la grève le 10 décembre 1998 et le 16 mars 1999.
En 2002, le SNFOLC quitte ses locaux du 40 rue de Paradis, dans le 10e arrondissement de Paris pour s’installer au 6 rue, Gaston Lauriau à Montreuil dans un immeuble qui accueille la quasi-totalité des syndicats de la FNEC FP FO. Il occupe une moitié du quatrième étage. L'inauguration a lieu le 12 mai 2002 en présence de Marc Blondel. 
Sur cette période, il voit ses effectifs augmenter malgré la réduction de son champ de syndicalisation du fait du transfert des personnels TOS aux collectivités territoriales (article 82 de la loi n°2004-809 du 13 août 2004) et de l'adhésion du SNETAA à Force Ouvrière en mai 2010.
Le SNFOLC s'oppose avec succès à la tentative de Gilles de Robien d'augmenter le temps de travail des professeurs du second degré (décret n°2007-187  du 12 février 2007 abrogé par le décret n°2007-1295 du 31 août 2007) et à celle de Luc Chatel ralentissant le rythme de leur avancement (décret n°2012-702 du 7 mai 2012 abrogé par le décret n°2012-999 du 27 août 2012).
Il se prononce contre la réforme du lycée (arrêtés des 27 janvier et 1er février 2010) ainsi que contre la réforme des séries technologiques (arrêtés du 27 mai 2010) sans parvenir cette fois à faire fléchir le gouvernement.
Le SNFOLC combat la politique dite de "refondation de l’École" (loi n°2013-595 du 8 juillet 2013) et ses différents avatars : redéfinition du métier d'enseignant (décret n°2014-940 du 20 août 2014), réforme du collège (décret n°2015-544 et arrêté du 19 mai 2015)...
Il considère qu'elle marque une nouvelle étape dans la territorialisation de l’École, l’État cherchant à reporter sur les collectivités une part croissante de la dépense d'éducation, au prix d'un appauvrissement des savoirs transmis aux élèves (diminution des heures de cours disciplinaires, suppression des classes bi-langues et  sections européennes, quasi-disparition des langues anciennes au collège...) et d'un alourdissement du service imposé aux professeurs par l'ajout à leurs heures de cours de "missions liées", définies localement, obligatoires et non rémunérées dans le cadre d'un temps de travail annuel de 1607 heures.
En décembre 2013, il soutient activement le mouvement des classes préparatoires qui contraint  Vincent Peillon à renoncer à son projet visant à augmenter le service des professeurs de CPGE tout en réduisant leur rémunération.

## Organisation
Les statuts actuels du syndicat ont été votés lors de son congrès d'avril 1980 par 2 309 voix contre 403 ( Aix, Limoges, Paris, Créteil, Versailles) et 207 abstentions (Dijon, Orléans-Tours. Ils ont été modifiés par le congrès de Paris des 21, 22 et 23 mars 1989, par le congrès extraordinaire du 27 mars 1996 (changement du nom du syndicat) et par le congrès des 23, 24 et 25 octobre 2001 de La Rochelle (autonomie financière des sections départementales). 
Le SNFOLC est un syndicat fédéré et confédéré. 
Le syndicat de base est la section départementale du SNFOLC qui regroupe les enseignants, les Conseillers principaux d'éducation et les éducateurs du second degré de l'enseignement public du département. Son bureau est constitué d’un secrétaire, d’un trésorier, et de membres qui décident et organisent des campagnes d’information, de pétition, publient un bulletin pour les syndiqués. La section départementale du SNFOLC adhère à l’Union départementale FO du département, qui réunit les syndicats de salariés de tous les secteurs (privé et public). Elle jouit de l'autonomie financière et décide de ses propres modalités de fonctionnement : assemblée générale, congrès, instances dans le respect des statuts nationaux, fédéraux et confédéraux.
Les sections départementales du SNFOLC élisent des délégués au congrès national qui désignent, dans un vote par mandat, les 45 membres de la commission exécutive nationale (CEN) chargée d'assurer l'administration courante du syndicat. La CEN se réunit au moins 5 fois par an sur convocation du secrétariat national. La CEN choisit le secrétariat national composé d'un secrétaire général, d'un secrétaire général adjoint, d'un trésorier national et de secrétaires nationaux. Lors du 28e congrès national du SNFOLC qui s'est tenu à Guidel dans le Morbihan en avril 2009 Jacques Paris, est élu secrétaire général du syndicat.
Le SNFOLC adhère à la Fédération nationale de l'enseignement, de la culture et de la formation professionnelle - FO et à la Fédération Générale des Fonctionnaires (FGF-FO).

## Congrès nationaux
- 1er congrès en 1948  à Pantin
- 2e congrès du 10 au 11 avril 1949 à Paris
- 3e congrès du 2 au 4 avril 1950 à Paris
- 4e congrès en 1951  à Paris
- 5e congrès du 7 au 9 avril 1952 à Paris
- 6e congrès du 29 au 31 mars 1953 à Paris
- 7e congrès du 12 au 14 avril 1954 à Paris
- 8e congrès du 21 au 23 mai 1956 à Paris
- 9e congrès du 31 mars au 2 avril 1958 à Toulouse
- 10e congrès du 4 au 6 avril 1960 à Paris
- 11e congrès du 13 au 15 avril 1962 à Pau
- 12e congrès du 5 au 7 avril 1964 à Marseille
- 13e congrès du 4 au 6 avril 1966 à Strasbourg
- 14e congrès du 5 au 7 avril 1968 à Coutras
- 15e congrès du 23 au 25 mars 1970 à Paris
- 16e congrès du 28 au 29 mars 1972 à Agen
- 17e congrès du 24 au 25 mars 1974 à Niort
- 18e congrès du 26 au 29 mars 1977 à Besançon
- 19e congrès du 27 au 28 avril 1980 à La Croix-Valmer
- 20e congrès du 25 au 26 avril 1983 à Lacanau
- 21e congrès du 28 au 31 janvier 1986 à Paris
- 22e congrès du 21 au 23 mars 1989 à Paris
- 23e congrès du 4 au 6 février 1992 à Paris
- 24e congrès du 28 au 30 mars 1995 à Paris
- congrès extraordinaire le 27 mars 1996 à Paris
- 25e congrès du 24 au 26 mars 1998 à Paris
- 26e congrès du 23 au 25 octobre 2001 à La Rochelle
- congrès extraordinaire le 13 mars 2002 à Super-Besse
- 27e congrès du 18 au 20 octobre 2005 à Blainville-sur-Mer
- 28e congrès du 2 au 5 avril 2009 à Guidel
- 29e congrès les 10 et 11 avril 2013 à Seignosse
- 30e congrès les 12 et 13 octobre 2016 à Gravelines
- 31e congrès les 16 et 17 octobre 2019 à Clermont-Ferrand
- 32e congrès les 7 et 8 juin 2023 à Angers

## Secrétaires généraux du SNFOLC
- Pierre Galoni :      1948- 1960
- Maurice Mascrier :   1960- 1983
- Nicole Fossart :         1983- 1995

Professeur certifié d’histoire géographie au lycée de Rueil-Malmaison , de 1979 à 1982, elle est membre de droit du Bureau National du SNALC en tant que commissaire paritaire certifié suppléante , de 1981 à 1982, elle est chargée au SNALC de l’étranger et des TOM , en avril 1983, elle est élue membre de la commission exécutive nationale et secrétaire générale du SNLC-FO. Elle est élue commissaire paritaire nationale certifié en 1984
- Marie Edmonde Brunet :   1995- 2009

Elle est née à Nantes le 8 septembre 1947. MI-SE, militante de l’Ecole émancipée, syndiquée au SNES-FEN dans sa ville natale , elle devient professeur certifié de SES au lycée sud de Marseille, rebaptisé lycée Daumier dans le 8ème arrondissement de la cité phocéenne Elle exerce ensuite au lycée Sophie Germain dans le 4ème arrondissement de Paris  . Secrétaire académique du SNLC FO de l'académie d'Aix-Marseille de 1986 à janvier 1995, elle est membre de la CEN du SNFOLC de mars 1995 à avril 2009, membre du bureau national de mars 1995 à mars 2002, membre du secrétariat national de mars 1995 à avril 2009 et secrétaire générale du SNFOLC de mars 1995 à avril 2009. En juin 1997, elle devient membre du bureau fédéral de la FGF. Elle est décédée à Créteil le 7 février 2021 âgée de  73 ans
- Jacques Paris :          2009- 2016

Né en 1953, il est élève du lycée Clemenceau à Nantes de la Seconde C (1968-69) jusqu’à la Math Spé (1972-73). Devenu professeur certifié puis, en 1987, agrégé de mathématiques , il est affecté au lycée Clemenceau de Nantes  depuis 1979. Il milite tout d'abord au SNES dont il est élu de juin 1981 à 1984 suppléant à la CA nationale  et de juin 1983 à 1984, membre suppléant du Bureau national du SNES sur la liste d’Unité pour le SNES aux syndiqués (UPSAS). Le 13 mai 1984, il participe à la conférence, à Paris, des membres et anciens membres du SNES qui décident de rejoindre Force ouvrière. Il devient responsable académique du SNLC-FO pour Nantes de 1984 à 1990 . À partir de 1984, il est membre de la commission exécutive nationale du SNLC-FO. D'octobre 1984  à juin 1989 , il devient membre de la Commission administrative de l'Union départementale Force ouvrière de Loire atlantique. En janvier 1986, il est élu membre du bureau national du SNLC FO ,
puis en juin 1989, membre de la commission exécutive de la FNEC FP FO. À l'issue du scrutin du 4 décembre 1990, il est élu commissaire paritaire national agrégé . Depuis février 1992, il est membre du Secrétariat national du syndicat. À partir de 1995, il devient membre du CTPM puis du CTM. De septembre 2000 à avril 2009, il est en outre rédacteur en chef du Syndicaliste Force Ouvrière des lycées et collèges. Depuis le 7 mai 2022, il est retenu en otage avec sa compagne par l'Etat iranien. Il est père de deux filles
- Edith Bouratchik :        2016-2023

CPE au collège Jacques Prévert dans le 6ème arrondissement de Paris , elle est élue, en février 1998, membre de la Commission exécutive de ParisEn 2005, elle est élue à la commission exécutive et au secrétariat du SNFOLC, en mars 2008, à la CEF de la FNEC FP FO. En octobre 2010, elle est élue secrétaire fédérale lors du 15ème congrès fédéral de la FNEC FP FO. En avril 2009, elle devient secrétaire générale adjointe du SNFOLC, puis en novembre 2009, membre du bureau fédéral de la FGF. En 2014, elle devient membre suppléante du Comité technique ministériel
- François Pozzo di Borgo: 2023-

Né en 1970 , il devient en 1995 professeur certifié d'histoire-géographie, il est affecté au collège Paul-Éluard, à  Gauchy. En 1998, il adhère à FO et est par la suite secrétaire départemental du SNFOLC 02. En 2006, il commence à militer au niveau interprofessionnel à l'UD FO de l'Aisne. De 2009 à juin 2019 il devient secrétaire général adjoint de l'Union Départementale Force Ouvrière de l'Aisne, d'octobre 2016 à octobre 2019 il est membre de la commission des conflits du SNFOLC. Le 19 juin 2019, il est secrétaire de l'Union Départementale Force Ouvrière de l'Aisne en remplacement de Jean-Louis Pion, non candidat à sa succession , en octobre 2019 il devient membre de la Commission Exécutive Nationale du SNFOLC et le 8 juin 2023, il est élu secrétaire général du SNFOLC. Il est marié, père de deux enfants.

## Positions
Dans la tradition de la charte d'Amiens (octobre 1906), le SNFOLC est indépendant du gouvernement, des partis, des églises. Il ne donne aucune consigne de vote lors des scrutins politiques. Son seul objet est la défense des intérêts moraux et matériels des personnels de l'enseignement secondaire public, indépendamment de leurs opinions politiques, philosophiques, religieuses. 
Le SNFOLC défend l'Instruction publique et le droit à l'instruction. Cet engagement le conduit à condamner les politiques scolaires qui dénaturent l'enseignement. Il estime que seule la transmission des connaissances permet de développer la culture des élèves, leur sens esthétique, leur aptitude à raisonner, leur esprit critique et donc leur permet de devenir des citoyens libres et responsables. À la logique de « compétences » le SNFOLC oppose celle de qualification. Ce sont les diplômes nationaux qui garantissent la reconnaissance des qualifications, ossature des conventions collectives et droits des salariés (grille de salaire,avancement…).
Combattant les politiques d'austérité, de déréglementation et de territorialisation de l'enseignement secondaire, le SNFOLC se prononce pour la défense des statuts nationaux des personnels enseignants, d'éducation et d'orientation.

## Résultats électoraux
Lors des élections professionnelles de 2005, le SNFOLC a obtenu 16 257 voix (soit 6,33 % des suffrages exprimés)  le plaçant en 6e position.
En décembre 2008, il  recueille 15 461 voix (soit 5,95 % des suffrages exprimés).
En termes de représentativité, il dispose, tant en 2005 qu'en 2008, d'un siège en CAP Nationale, dans celle des professeurs certifiés. À la suite du scrutin d'octobre 2011, il conserve son siège à la CAPN des certifiés et en gagne un à celle des CPE.
À l'issue des élections professionnelles de 2014, le SNFOLC connaît une forte progression, obtient deux sièges à la CAPN des professeurs certifiés, un siège à celle des professeurs agrégés et un siège à celle des conseillers principaux d'éducation. Il compte désormais 114 élus titulaires dans les CAPA (soit 46 de plus qu'en 2011) : 71 chez les certifiés, 22 chez les agrégés, 16 chez les CPE, 2 chez les PEGC et les COP, 1 chez les P.EPS. Il obtient 16 sièges à la CCP1 et 20 sièges à la CCP2 confortant ainsi sa deuxième place auprès des contractuels.